# التا ویستا (سن دیگو)
التا ویستا، سن دیگو (به انگلیسی: Alta Vista, San Diego) یک منطقهٔ مسکونی در ایالات متحده آمریکا است که در شهرستان سن دیه‌گو، کالیفرنیا واقع شده‌است.